# 参稼報酬調停
野球競技における参稼報酬調停（さんかほうしゅうちょうてい）とは、選手と所属球団が、所属連盟に対して参稼報酬の調停を申請する制度である。ここで言う「参稼報酬」とは年俸のことであり、一般には年俸調停（ねんぽうちょうてい）と言われる。

## 日本プロ野球
日本プロ野球では、日本プロフェッショナル野球協約に定める内容に従い、NPBが定める条件を満たした選手及び球団が参稼報酬調停を所属連盟会長に申請した場合、調停を行う。

### 申請条件
- 次年度の選手契約締結のために契約保留された選手、またはその選手を契約保留した球団は、次年度の契約条件の中で参稼報酬額に関して合意に達しなかった場合、コミッショナーに対して参稼報酬調停を申請することができる。（94条）

### 概要
- コミッショナーが参稼報酬調停申請を受理した場合、直ちに参稼報酬調停委員会を構成しなければならない。（95条）
- 参稼報酬調停委員会は、選手本人、当該球団の役職員一名からそれぞれ希望参稼報酬額及びその根拠を聞き、聴取し、調停を行う。また、この時点で球団と選手は参稼報酬額欄のみを白紙とした統一契約書を所属リーグ連盟に提出しなければならない。つまり、この時点で参稼報酬額は未定ながらも次年度の選手契約は締結される。（96条）
- 参稼報酬委員会は調停を受理した日から30日以内に調停を終結し、決定した参稼報酬額を参稼報酬委員長が統一契約書に記入し、当該連盟に提出する。（96条）

### 備考
- この調停で決まった金額で、もし選手が尚不満などを持って契約しなかったら、その選手は任意引退扱いとなる（外国人選手を除く）。任意引退のため、他球団との選手契約には最終所属球団との許可が必要となる。一方、球団側も調停の結果決まった金額を変更することはできない[1]。
- 選手の参稼報酬額は非公開である（契約更改のニュースで流される金額はあくまで推定であり、100％正しいわけではない）が、調停にかけた場合は、その選手の実際の前年度参稼報酬額が公表されることとなる。

### 実情
選手の権利とされる年俸調停だが、年俸調停を申請する選手は非常に少なく、制度が導入されて40年以上経過した時点で調停に至ったのはわずか7選手しかおらず、球団提示額より上積みを勝ち取った選手は3選手しかいない。さらに、調停後に契約した選手は、これが要因・遠因となったかは不明にせよ、その後3年以内に戦力外通告やトレード、あるいはFA権を行使しての移籍により退団している。
- 1996年オフに石井浩郎（近鉄）が野球協約制限を超える50%ダウンの年俸提示を受けたため、年俸調停を申請。日本野球機構からの要請を受け、いったん契約した後に巨人へトレード移籍した。
- 2001年の下柳剛（日本ハム）の際には、球団側は一度は1億3900万円を提示したにもかかわらず、年俸調停に持ち込む場合は1億3750万円を提示するとして、提示額を引き下げてしまった[2]。調停の申請が選手の権利であることから、この引き下げには批判が出た[2]。
- 2007年オフにG.G.佐藤（西武）が球団との5度目の交渉決裂から年俸調停を申請したが、パ・リーグ小池唯夫会長は西武球団とG.G.佐藤から申請された年俸調停を受理せず、もう一度両者で話し合いを行うよう指示した。これは「参稼報酬は両者が話し合って決めるのが大原則」という小池会長の考えによる。
- 2010年オフに柴原洋（ソフトバンク）は野球協約の定める減額制限（1億円超は40%）を超えた約60%ダウンとなる5000万円の提示された際に、制限の7200万円を希望し、年俸調停を申請した。球団は選手の同意を得たとしていたが、コミッショナーは「制限を超える減額についての同意があるのかが不明」として受理せず、双方に話し合いを求めた。その後、双方が折れて契約した。
- 従来は、実際は調停委員を構成するコミッショナー及び連盟会長の任命権限は各球団にあるため、選手側が勝利する可能性は限りなく低かった。しかし、2009年に野球協約が改正され、調停委員会がコミッショナーから独立した[3]。改正によって「中立機関」となった最初のケースである西武の涌井秀章の場合、調停委員会のメンバーは2人の弁護士と、前巨人監督で元選手の堀内恒夫の3名となった[3]。

### 過去に調停が妥結した事例
- 表の年は、当年シーズン終了から翌年シーズン開始までの期間、すなわちシーズンオフを意味しており、調停が行われた年ではない。
- 太字は球団提示額より上積みの金額。

| 年     | 選手                     | 球団       | 年俸        | 年俸        | 年俸        | その後                                          |
| 年     | 選手                     | 球団       | 選手希望額  | 球団提示額  | 調停額      | その後                                          |
| ------ | ------------------------ | ---------- | ----------- | ----------- | ----------- | ----------------------------------------------- |
| 1972年 | レオン・マックファーデン | 阪神       | 900万円     | 600万円     | 600万円     | 任意引退                                        |
| 1990年 | 落合博満                 | 中日       | 2億7000万円 | 2億2000万円 | 2億2000万円 | 契約→2年後にFA移籍                              |
| 1992年 | 高木豊                   | 横浜       | 1億0263万円 | 9330万円    | 9840万円    | 契約→翌年に戦力外通告                           |
| 1995年 | 野村貴仁                 | オリックス | 6500万円    | 3900万円    | 3900万円    | 契約→2年後にトレード                            |
| 1997年 | アルフォンソ・ソリアーノ | 広島       | 2145万円    | 585万円     | 585万円     | 任意引退→ヤンキースが310万ドルを支払い、MLB移籍 |
| 2000年 | 下柳剛                   | 日本ハム   | 1億5000万円 | 1億3750万円 | 1億4000万円 | 契約→2年後にトレード                            |
| 2010年 | 涌井秀章                 | 西武       | 2億7000万円 | 2億2000万円 | 2億5300万円 | 契約→3年後にFA移籍                              |

### 調停理由・評価
- 1993年の高木豊選手の際には、2年前の落合博満選手の際との理由の違いに批判が出た[5]。落合の際は下位球団の経営安定の必要性を強調して球団提示額どおりとなったが、高木の際には「弱い責任はチームにもある」「上位球団でも下位球団でも契約金額に不均衡が生じないように努めること」といった理由が挙げられ、球団提示額より500万円以上増額の結果となったためである[5]。

## メジャーリーグベースボール
メジャーリーグベースボール（以下MLB）では、1973年から年俸調停（Salary Arbitration）制度が始まった。当時はまだFA（フリーエージェント）制度もなく、選手は保留制度に縛られ、自由意志で球団を移籍する権利を持たず、契約交渉上不利な立場に置かれ続けていた選手待遇を救済する目的で開始された。
MLBの年俸調停制度では、所定日までに調停申請を行なった選手（代理人）側と球団側が1月の所定期限日までに当年以降の契約合意に至らなかった場合、双方の希望年俸額を予め提示したうえで、2月に公聴会が開かれる。公聴会では、出席した球団側（球団フロント、MLB機構担当など）および選手側（選手、代理人、選手会担当者など）の主張を踏まえ、MLB機構と選手会が合意のうえで選定した中立的な複数の裁定人によって採決が下される。採決は球団側または選手側どちらか一方の主張を完全採用する形になる。また契約年数は必ず単年となる。
DFAや自由契約によって選手がメジャー契約を解除されても、原則として所属球団側の当初の契約年俸支払い義務は契約満了年まで残るが、年俸調停（公聴会）を経て当年の年俸が決定した選手については例外で、自由契約日以降の年俸支払い義務はなくなる。なお、レギュラーシーズン開幕前に契約解除された選手については開幕16日前までの場合当該年俸の30日分、それ以降の場合は45日分を契約解除料(Termination Pay)として受け取る権利が保障されている。

### 申請条件
レギュラーシーズン中にMLBのアクティブ・ロースター（負傷者リストなど各種出場停止リスト登録中期間も含む）に登録されていた日数（英: Major League Service time , 以下MLS）が3.000（通算3年）に達した選手は、年俸調停権を取得する。
また例外として、MLSが2.000以上3.000未満で且つ前年シーズンのアクティブ・ロースター登録日数が86日以上あった全選手の中で、MLSの長さが上位22％に入る選手も年俸調停権を取得する。この例外規定は「スーパー2」と呼ばれる。
調停権を得ると、毎シーズンオフに選手側・球団側ともにその選手の契約年俸に対して調停申請を行うことができる。なお、調停権を持つ選手に対して、球団が期限（概ね毎年12月初旬前後）までに来季以降の契約年俸を提示しなかった場合、選手は「ノンテンダーFA (英: Non-tender FA) 」となる。また、MLSが6.000に達した選手はFA権を取得し、それ以降は年俸調停権を失うが、保留制度に縛られることもなくなる。

### 実情
年俸調停を申請する選手は、多い年には150人以上にものぼる。ただし申請しても、実際に公聴会開催にまで持ち込まれるケースは年間10人前後で、その前に球団側・選手側お互いが主張の中間点で妥結し、単年あるいは複数年契約を結ぶ場合がほとんどである。これは前述の通り、公聴会では双方の主張の折衷案を採れないためと、また公聴会での不毛な敵対を避けるためもあるとされる。
まだ年俸調停権を持たないMLS3年未満の選手については制度導入前と同様、保留権を持つ球団側が実質一方的に契約年俸を決められる状況にあり、その選手がどんなに大活躍してもMLB最低保証年俸に近い金額で契約更改されるのが通例となっていた。2022年からはこの救済として、規定額（2022年は総額5000万ドル）を調停権のない活躍度上位100選手に分配する「調停前ボーナスプール (Pre-arbitration bonus pool)」制度が導入され、施行初年度はディラン・シース($2,457,426)ら計11選手が100万ドル超の分配金を獲得している。
調停権を持つ選手の年俸は成績にかかわらず年々高騰していく傾向にあるため、球団側はコストに見合わない選手を前述のとおりノンテンダーとして保留権を放棄し、調停を回避するケースが多々ある。
かつてはフリーエージェント選手に対する補償が、その選手に対して年俸調停を申請していた場合に限られていたが、選手側が年俸調停を逆用して、高額年俸の契約を勝ち取った結果、球団側が想定外の出費に悩まされる事例が発生していた。2012年オフ以降はクオリファイング・オファーが導入され、FA補償のための年俸調停申請は不要となっている。